# Modesto Cid
Modesto Cid (Orense, 25 de marzo de 1879-Barcelona, 5 de julio de 1954) fue un actor y cantante líricoespañol.

## Biografía
Apareció en un total de setenta y ocho películas en su carrera cinematográfica, entre las que destacan Doce horas de vida (1949), Aquellas palabras (1949) y Debla, la virgen gitana (1951).
Como cantante lírico rigió una compañía de opereta y zarzuela de la que fue primera tiple María Severini, una actriz y cantante que también fue su esposa. Formó asimismo parte del elenco de la compañía de Esperanza Iris como primer barítono, estrenando junto a la cantante mexicana La viuda alegre y otras conocidas operetas adaptadas al español para su empresa teatral.

## Filmografía completa
- El relicario (1933)
- Boliche (1933)
- Aves sin rumbo (1934)
- El desaparecido (1934)
- Doce hombres y una mujer (1935)
- El gato montés (1935)
- Incertidumbre (1936)
- No me mates (1936)
- María de la O (1936)
- Aurora de esperanza (1937)
- Barrios bajos (1937)
- Hogueras en la noche (1937)
- Hombres contra hombres (1937)
- La Millona (1937)
- Las cinco advertencias de Satanás (1938)
- Usted tiene ojos de mujer fatal (1939)
- El difunto es un vivo (1941)
- Un enredo de familia (1943)
- Boda accidentada (1943)
- El hombre de los muñecos (1943)
- La boda de Quinita Flores (1943)
- La niña está loca (1943)
- ¡Qué familia! (1944)
- Una herencia de París (1944)
- Retorno (1944)
- El ilustre Perea (1944)
- Se le fue el novio (1945)
- El misterioso viajero del Clipper (1945)
- El obstáculo (1945)
- ¡Culpable! (1945)
- Ramsa (1946)
- Un ladrón de guante blanco (1946)
- Eres un caso (1946)
- Cuando los ángeles duermen (1947)
- La sirena negra (1947)
- La gran barrera (1947)
- Aventuras del capitán Guido (1948)
- La casa de las sonrisas (1948)
- El tambor del Bruch (1948)
- Campo Bravo (1948)
- Canción mortal (1948)
- Conflicto inesperado (1948)
- Pacto de silencio (1949)
- Don Juan de Serrallonga (1949)
- Doce horas de vida (1949)
- Despertó su corazón (1949)
- Aquellas palabras (1949)
- Ha entrado un ladrón (1949)
- Apartado de correos 1001 (1950)
- Si te hubieses casado conmigo (1950)
- La honradez de la cerradura (1950)
- El hijo de la noche (1950)
- La niña de Luzmela (1950)
- La mujer de nadie (1950)
- La familia Vila (1950)
- Mi adorado Juan (1950)
- Correo del rey (1951)
- Niebla y sol (1951)
- Duda (1951)
- Me quiero casar contigo (1951)
- Debla, la virgen gitana (1951)
- Luna de sangre (1952)
- Mercado prohibido (1952)
- María Morena (1952)
- Almas en peligro (1952)
- Fantasía española (1953)
- Fuego en la sangre (1953)
- Juzgado permanente (1953)
- ¡Che, qué loco! (1953)
- Vértigo (1953)
- Cañas y barro (1954)
- Los gamberros (1954)
- El duende de Jerez (1954)
- El presidio (1954)
- Elena (1954)
- Zalacaín el aventurero (1955)
- El padre Pitillo (1955)
- Sucedió en mi aldea (1956)